# Camponotus christopherseni
Camponotus christopherseni é uma espécie de inseto do gênero Camponotus, pertencente à família Formicidae.